# Casinaria magdalia
Casinaria magdalia là một loài tò vò trong họ Ichneumonidae.